# Insegnami a sognare
Insegnami a sognare è stato un varietà andato in onda su Rai 1 il 25 febbraio 2010. Il programma, di cui è stata trasmessa solo la puntata pilota, è stato condotto da Pino Insegno.
Il programma è dedicato alla televisione del passato e grazie agli effetti speciali e alle tecnologie molto avanzate è possibile duettare con cantanti degli anni passati, condurre i programmi di anni fa insieme al conduttore originario, e molto altro ancora.

## Ascolti
| Puntata | Data             | Telespettatori | Share  |
| ------- | ---------------- | -------------- | ------ |
| 1       | 25 febbraio 2010 | 3.415.000      | 13,32% |